# 塗仏の宴 宴の支度
『塗仏の宴 宴の支度』（ぬりぼとけのうたげ うたげのしたく）は京極夏彦の長編推理小説・妖怪小説。百鬼夜行シリーズ第六弾である。
『塗仏の宴』は本作『宴の支度』と『宴の始末』との二部作となっている。

## 書誌情報
- 新書判：1998年3月、講談社ノベルス、ISBN 4-06-182002-8
- 文庫判：2003年9月、講談社文庫、ISBN 4-06-273838-4
- 分冊文庫判：2006年4月、講談社文庫、[上] ISBN 4-06-275366-9、[中] ISBN 4-06-275367-7、[下] ISBN 4-06-275368-5

## 各話概要

### ぬっぺっぽう
関口巽は妹尾友典の紹介で元警察官の光保公平と出会い、韮山にかつて存在したという「戸人村」の調査を依頼される。光保によればかつてそこで駐在を務めていたが、戦後戻って来てみるとその村は存在そのものが抹消されていた。関口は地元の警官・淵脇と、道中で出会った流浪の物書き・堂島静軒と共に、韮山を訪れる。そこで彼らが目撃した真実、この世にはありえるはずの無い存在のものとは…。

### うわん
一柳朱美は神奈川を離れ、静岡に身を移して暮らしていた。ある日、村上兵吉と名乗る男の自殺未遂現場に出くわし、彼を救って介抱する。彼はある過去の事情から「薬売り」に対して恐怖を抱いていた。同じ頃、隣人の松嶋ナツの下には「成仙道」という新興宗教の勧誘が毎日のように来ていた。騒ぎを聞きつけた朱美が少し外へ出てナツと話している最中、村上が再び自殺を図る…。

### ひょうすべ
関口巽は京極堂の同業で先輩でもある宮村香奈男と知り合う。彼は知り合いの加藤麻美子という女性が祖父のことである悩みを抱えていることを京極堂に相談に来ていた。麻美子の祖父は最近怪しげな新興宗教のような団体に気触れ、財産を注ぎ込んでおり、彼女は祖父をその団体から脱退させたいのだという。しかし、彼女もまた華仙姑処女という謎の占い師に心酔し、多額の寄付をしていた。

### わいら
中禅寺敦子は韓流気道会という道場の取材を行い、それに関する記事を掲載した。本人は好意的に書いたつもりの記事だったが、韓流気道会から大反発を買い、門下生らに付け狙われることになってしまう。そんな中、敦子は華仙姑処女と名乗る女と知り合う。彼女もまた韓流気道会に狙われているのだという。二人で必死に逃げるが、人気のない路地に追い込まれ絶体絶命に。そこに榎木津礼二郎が現れる。

### しょうけら
木場修太郎は行き付けの酒場「猫目洞」の女主人である竹宮潤子から三木春子という女性を紹介される。彼女は工藤信夫という男からストーカーの被害を受けており、困っているという。相談に乗ることにした木場が詳細を尋ねると、毎週、工藤から春子宛てに手紙が送られてきており、そこには春子の一週間の行動が綿密に書き記されているという。春子の部屋を調査するも、覗き見が不可能であることが分かっただけだった。

### おとろし
織作茜は織作家の遠縁と名乗る羽田隆三という男と織作家の家や土地に関する商談を行っていた。羽田は言い値で家や土地を買い取る代わりに自分の部下になるようにと迫ってきていた。そんな中羽田は部下に静岡県韮山の辺鄙な土地を買うように迫られ疑念を抱き、榎木津礼二郎に調査を依頼しようとしたがすっぽかされ、代わりに茜と秘書の津村信吾を韮山に行かせる。

## 登場人物
主要登場人物は百鬼夜行シリーズを参照。
中禅寺 秋彦（ちゅうぜんじあきひこ）
安倍晴明の流れを汲む陰陽師にして拝み屋であり、古本屋を営む。屋号である「京極堂（きょうごくどう）」があだ名となっている。非常に博学な人物である。
宮村から頼まれて麻美子の身に起きた不可解な事件について調べ、木場から庚申信仰について質問を受ける。
関口 巽（せきぐち たつみ）
小説家で鬱病を患っている。京極堂の友人（京極堂は知人と称す）。
妹尾を介して光保と知り合い、謎に包まれた戸人村を取材して記事にするため、淵脇巡査や堂島と共に韮山へ分け入る。また、昭和28年に入ってから、宮村を介してみちの教え修身会や華仙姑処女の疑惑にも触れていた。
榎木津 礼二郎（えのきづ れいじろう）
「薔薇十字探偵社」の破天荒な私立探偵。中禅寺と関口の旧制高等学校の一期先輩。特殊な能力を持っている。
中禅寺 敦子（ちゅうぜんじ あつこ）
京極堂の妹で「稀譚月報」の記者。
韓流気道会の取材をし自己暗示による無意識の肉体的反応が気だとする記事を書いたため、誹謗中傷だと相手を怒らせて命を狙われている。同じく韓流気道会に拉致されそうになっていた華仙姑を自宅で保護して話を聞く。
木場 修太郎（きば しゅうたろう）
京極堂・関口・榎木津の友人で警視庁の刑事。
潤子を介して付き纏いを受けている春子の相談に乗る。
益田 龍一（ますだ りゅういち）
榎木津の探偵助手。神奈川県警の元刑事。
一柳 朱美（いちやなぎ あけみ）
薬売りの妻。『狂骨の夢』の事件後、逗子から沼津へ引っ越した。
千本松原を散歩しているときに、首吊りをしようとしていた村上兵吉を助ける。
織作 茜（おりさく あかね）
『絡新婦の理』の惨劇で家族を全員失った未亡人。惨劇の舞台となった御殿を売却しようと考えており、大叔父の羽田隆三から云い値で買う代わりに徐福研究会の仕事を手伝わないかと誘われる。屋敷神の神像を奉納する神社を探して、中禅寺の代理で紹介された多々良に相談し下田富士を訪れる。

### ぬっぺっぽう
光保 公平（みつやす こうへい）
静岡県警に所属していた元警察官。年齢は30代後半程。現在は千住在住で、室内装飾業を営む。爆撃で右耳が難聴になっていて、傷痍軍人の支援団体にも入って活動している。会津出身で実家は魚屋。自称、怖がり。
頭髪が寂しく小太りで、眉が薄く色白でつるつると血色が善く、眼も鼻も口も小さく捕らえどころのない卵か薬缶のような顔つきをしているので、のっぺらぼうに似ているとよく周囲から言われるらしく、彼自身も執拗に拘っている。国学に凝っていた好事家の伯父の形見分けで鳥羽僧正ご真筆の『百鬼圖』や秦鼎の『一宵話』を貰った。
銭湯の壁画描きを経て22歳で警官になり、昭和12年の春から国家総動員法の施行により出征する昭和13年5月までの1年弱、戸人村の交番に住み込みで勤務していた。日華事変以来12年間も四川省成都盆地にある広漢県などを中心に中国大陸中を転々としたため、言葉も覚えて色々な祭祀儀礼や民間信仰に触れた。また、中国に居た頃、塹壕を掘っていて地中から太歳を掘り出してしまったことがあり、疫病が発生して部隊から3人死者が出たという。
昭和25年にマレー半島から帰国する。帰国後、懐かしい戸人村に行ってみると、何故か村が存在していないことになっていて、頭がおかしくなったのかと釈然としない思いを抱え、友人の赤井書房の赤井緑郎社長に相談する。
津村 辰藏（つむら たつぞう）
巡回研師。酒好きの元刀鍛冶。戸人村の住人が消えていることに気付き通報するが、その後憲兵に連行され行方不明となり、1年後、廃人同然となって戻ってきて、その1月後に自殺した。
佐伯 癸之介（さえき きのすけ）
光保が戸人村に駐在していた頃の佐伯家当主。滅多に笑わない、大層怖い人で、躾も厳しかったが、布由にだけは優しかった。
佐伯 初音（さえき はつね）
癸之介の妻。楚々とした綺麗な人で、控えめで、甲斐甲斐しく、どんな時でも決して声を荒げなかった。
佐伯 甲兵衛（さえき こうべえ）
癸之介の父。明治4年生まれ。癸之介以上に厳格だが、とてももの静かで、高齢の割に矍鑠としていて、村人からも尊敬されていた。
佐伯 亥之介（さえき いのすけ）
癸之介の息子。歳の近い光保とは仲が良かった。家に縛られることを厭い、古い因習は懲り懲りだと思っていた。妹を溺愛し、何から何まで面倒を見ており、兄妹以上の劣情を抱いていた節もあるが、分別はあったので弁えて平穏に暮らしていた。
当主の秘伝であるはずの白澤図の存在を知る富山の薬売りから接触を受けていた。
佐伯 布由（さえき ふゆ）
癸之介の娘。当時14、5歳。竹久夢二の美人画のように綺麗な少女だった。
佐伯 乙松（さえき おとまつ）
癸之介の弟。学問を志して大正5年に18歳で上京し東京の難しい大学を出たが、虚弱体質が祟って大成出来ず、大正12年に25歳で郷里に戻っていた。
佐伯 玄蔵（さえき げんぞう）
佐伯家の分家筋。戸人村唯一の医者（漢方医）。子供の頃に富山の薬屋で丁稚をしており、世話になった店で数年勉強してから医者として村に戻った。自分でも調薬は出来るが、材料も足りなかったので、常備薬などは修行した薬屋から買っていた。父親に愛想を尽かして大正の半ばに縁を切り、本家の養子になって村の娘を娶った。甲兵衛からは大変に買われていて、村人からも頼りにされていた。
佐伯 甚八（さえき じんぱち）
玄蔵の息子。本家で暮らしているが、分家で使用人の血筋でもあることから、親族でありながら使用人のように扱われている。差別的な扱いを受けていた訳ではないものの、一歩引いて接していた。
岩田 壬兵衛（いわたじんべえ）
玄蔵の父。一攫千金を夢見て事業を興す、俗に云う山師であり、山村に馴染めない気質。本家と反りが合わず、佐伯家を勘当され蛇ヶ橋辺りの旧家に養子入りしたが、そことも揉めて飛び出し、数年放浪した後、明治の終わりに玄蔵を連れて村に戻るも、出たり入ったりを繰り返す。困った人だと思われてはいても毛嫌いされていた訳ではなく、戻ってくる度に大騒ぎにはなるが、追い返されることもなく、子供からはお土産を持って来てくれる騒々しい人だと思われていた。
淵脇（ふちわき）
静岡県警の駐在所に勤務する警官。齢は25、6歳程で階級は巡査。熊本県出身。叔父が静岡県警本部の警邏部に所属しているため、その縁故で警官になる。
存在しないはずの戸人村の調査に向かう関口と堂島に同行して、現・韮山村へ向かう。
堂島 静軒（どうじま せいけん）
郷土史家を自称する謎の男。京極堂とは対照的な「この世には不思議でないものなどない」という言葉をよく口にする。
3年前から韮山周辺の郷土史を纏めている。その調査によって、集落全員が誰かから過去を与えられて連れて来られたのだと主張する。また同じ頃に茜に接触し、下田富士では石長比売は祀られていないことを教える。
熊田 有吉（くまだ ゆうきち）
かつて戸人村があったとされる場所に住んでいる老人。70年前から韮山村に住んでいると語り、嘘も吐いている様子もない。だが堂島によると、便所神の飾り方から宮城県の出身で、14、5年前に村に移ってきたばかりだと云う。

### うわん
村上 兵吉（むらかみ へいきち）
元螺子工場経営者の男性。年齢は30歳程だが、風采が上がらず40歳前に見える。紀州熊野は新宮の生まれ。「みちの教え修身会」に入会している。
昭和12年、14歳の時に家出して、阿須賀神社で出会った薬売りに東京へ逃してもらい、監獄のような建物で基本的な教育を受けたが、一切事情を知らされないのが怖くて3箇月で脱走。渡り人足として生計を立て、戦中は赤紙が届かず茨城の螺子工場で働き、経営者の厚意で新しい戸籍を用意してもらって財産と工場を相続したが、倒産したという。
工場を閉めた後は東京に出て臨時雇いの郵便局員をしていたのだが、手紙の検閲の仕事をしていた時に死亡したと思っていたかつての隣人や自分の父親の名前を発見する。そして修身会の勧めで一大決心し調べた住所を訪ね歩くが全部空振りに終わり、喪失感と焦燥感に襲われて千本松原で首吊り自殺を図ろうとしたところを朱美に助けられる。
松嶋 ナツ（まつしま なつ）
朱美の隣人。童女のような顔立ちをしているが子持ちで非常に気が強い。代々日枝神社の氏子で、「成仙道」を毛嫌いしている。親切で世話焼きだが、要領が良いのか図々しいのか、気付けば相手の方が使われている。
尾国 誠一（おぐに せいいち）
ベテランの置き薬商人。佐賀出身。小川町の貸家に住んでいる。
一柳夫妻と知り合ったのは4年前で、史郎の実家の薬問屋から商品を請け負っている訳ではないので関係性としては商売敵と謂えるが、夫妻を何かと気にかけて素人だった史郎に客扱いのいろはを教え、静岡の借家を紹介した。
正体は判らないが、色々な宗教団体と接触し、大きな闇物資の取り引き現場に顔を出しているので、業界では要注意人物として知られている。
刑部 昭二（おさかべ しょうじ）
成仙道の童乩。眉の殆どない痩せた男。
ナツをしつこく勧誘する。自殺未遂を繰り返す村上の前に現れ、禁呪が掛けられたせいだと告げる。

### ひょうすべ
宮村 香奈男（みやむら かなお）
川崎で和書や古地図が専門の古書店「薫紫亭（くんしてい）」を営む京極堂の同業者で、その道では京極堂でも太刀打ち出来ない達人らしい。
元教員で、周囲からは「先生」と呼ばれている。
知人の麻美子から「ひょうすべ」を見たと聞き、京極堂にひょうすべとは何か聞きに来る。その後も彼女の相談に乗り、みちの教え修身会のやり口について関口に話す。
加藤 麻美子（かとう まみこ）
宮村の知人で、去年まで「小説創造」の編集者をしていた。線が細く、神経質そうでいて、夢見がちで気の抜けたような印象で、知的で闊達な職業婦人と云う物腰ながら、何処か薄幸そうに見える。気骨も馬力もあり、前向きで努力家で乎りしているのだが、反応がややスローで少しテンポが遅く、即答出来ない体質で、騙されてカモにされ易いタイプ。時間に几帳面で生活は規則正しい。幼い頃に鉄道唱歌を全部憶えていて、今でもその殆どを暗唱できるのが自慢。
20年前、父が急死する前日の昭和8年6月4日に韮山の夜道で祖父と一緒にひょうすべを目撃し、さらに昭和27年4月7日にも浅草橋で全く同じ顔のひょうすべを目にしているという。昨年ひょうすべを見てから2日後に、生まれたばかりの娘を不注意から盥で沐浴中に溺死させてしまい、それが原因で離婚した。ひょうすべの話をしてからみちの教え修身会に執拗く勧誘されているが、宗教全般を嫌っているので断固断っている。
祖父の様子がおかしいことを宮村を介して京極堂に相談した。
加藤 只二郎（かとう ただじろう）
麻美子の祖父。元々林業をしていて、妻子と経営難の会社と多額の借金を残して20年前に急死した息子に代わり、孫のために死に物狂いで働いた過去を持つ。今も会社の役員で、伊豆の韮山に山林も持っている資産家。80歳に手が届くような高齢だが、矍鑠としていて、老人性痴呆症の兆候も認められない。
老齢から不安になってみちの教え修身会に入会し、会の側の人間として無償で導き役もして、修身会にはお布施以外に相当額の寄付もしている。磐田純陽とは旧知の間柄。
孫娘と一緒に見たはずのひょうすべを知らないと言い張る。
磐田 純陽（いわた じゅんよう）
「みちの教え修身会」会長。頭部が赤く剥け、生まれたての日本猿のような特徴的な顔をした、小柄な老人。観相学の大家でもあるという。
戦前は国家転覆を企む無政府主義の活動家だったとも、共産圏の諜報員だったとも噂される。

### わいら
華仙姑処女（かせんこおとめ）
必ず当たるという世間で評判の謎の女占い師。年齢は30歳を僅かに越えたばかり。セルロイドの人形のような半透明な質感の肌を持ち、左右対称の顔をしている。
先を見通し善き言葉を齎す慈善家とされ、百発百中の予言をするだけでなく、悪運を良運に変える神通力を持っていると伝えられ、評判は政財界まで広がっている。素姓も齢も顔も誰も知らず、噂は黒い醜聞を巻き込んで疑惑となって喧伝され、昭和の妲己との流言も囁かれる。未来予知が出来るとされているが、自分では嘘だと思っていて、云ってしまった事が真実になるのは自分が云った通りに誰かが細工しているからではないかと疑っている。また、占い師として開業している訳ではなく、看板も出していなければ宣伝もしておらず、成り行きで相談に来た人と会って語るだけで、相談者の事は善く知らないと云う。
15年程前に東京に出て来て、女給、女工、女中を経て昭和15年から築地の高級料亭で働き、2年程で仲居に昇格する。客の相談を聞いて発言したのが真実になって霊感仲居として有名になり、金は貯まったが徐々に疲弊していって2年前に料亭を辞め有楽町で隠遁生活を始めたものの、ひと月保たずに相談者がやって来て、結局同じことを繰り返している。
渋谷で韓流気道会に誘拐されそうになった所を敦子に助けられ、彼女の自宅で保護される。
宮田 耀一（みやた よういち）
三軒茶屋にある条山房という漢方薬局で働く、丸眼鏡の小男。武道は嗜まず、専ら練丹専門。暴行を受けた敦子を介抱する。
岩井 崇（いわい たかし）
韓流気道会の師範代。公安絡みの傷害事件を過去4件起こした無頼漢。その実力は一対一なら警官でも圧倒する。
敦子の取材にも対応したが、懐疑的な記事を出された腹いせに敦子を襲おうとする。

### しょうけら
張果老（ちょうかろう）
条山房の漢方薬調剤師。老齢だが、内丹のひとつの形として多くの中国拳法を修めており、易の心得もある。韓流気道会の門下生を複数同時に相手にしても軽くあしらい、師範代の岩井すら軽く捻じ伏せるほどである。通称、通玄（つうげん）。
庚申の日に長寿延命講を主催して、生活指導を守らなかった相手に法外に高額な薬を処方する。
藍童子（らんどうじ）
照魔の術を使うという謎の少年。13、4歳の美少年。本名は彩賀笙（さいが しょう）。嘘を見破り心を見通すと評判で、その力を使い警察に捜査協力をしている。
三木 春子（みつき はるこ）
お潤の知り合い。人物風体に特徴のない凡庸な容姿。26歳。出身は静岡の伊豆で、韮山に祖父の遺産の土地を持っている。戦後に上京し、2年前から東長崎の縫製工場に勤めている。独身で家族親類はなく、工場の宿舎で独り暮らしをしている。人一倍記憶力がいい。
冷え性で胃腸が弱いため、健康に憧れて長寿延命講に参加していたが、薬が法外に高額で、工藤を追い払ってくれた藍童子から集まりが正しいものではないと云われて辞めた。工藤に付き纏われて恐怖を覚え、ストーカーの被害に遭っていることを木場に相談する。
工藤 信夫（くどう のぶお）
春子をストーカーしている男。新聞配達員。春子とは昭和27年の秋頃に長寿延命講で知り合った。春子の勤め先の工場長から勤め先の新聞屋経由で迷惑行為を止めるよう云われ、付き纏いは無くなったが、7週前から1週間おきに春子の日常生活をこと細かに記した手紙を送りつける。木場が訪ねていった日に窃盗罪で逮捕された。
岩川 真司（いわかわ しんじ）
警視庁目黒署刑事部捜査二課に所属する刑事。階級は警部補。木場の所轄時代の同僚で、交通課勤務が長いので刑事としての経験は浅いが木場より齢上で、妙に馴れ馴れしく、付和雷同で権威主義的で卑屈。池袋署時代に木場や青木から手柄を奪ったこともあった。実家は貿易商だったが、経営していた父は相当前に死去しており、会社自体ももう潰れている。執拗いが、功名心が矢鱈と高いので、失敗るような事件には積極的に関わらない。
捜査に藍童子の力を借りている。

### おとろし
羽田 隆三（はた りゅうぞう）
羽田製鐵取締役顧問。桝太郎の三男で、茜の祖父・織作伊兵衛の実弟にあたる。好色な老人。
徐福が（秦氏の子孫とされる）羽田家のルーツと考えており、「徐福研究会」の発起人でもある。
茜が自らの右腕になることを条件に、売りに出された織作御殿を云い値で買い取ろうと申し出る。
羽田 桝太郎（はた ますたろう）
隆三の父。羽田製鐵創始者。
津村 信吾（つむら しんご）
隆三の第一秘書。実直な性格で隆三の信頼度も高いが、実はある目的のために隆三に取り入った。
故郷の下田に居られなくなって上京、開戦直後に母が肺を患って亡くなり、徴兵されて昭和22年に復員。それから戦友の実家の甲府の葡萄酒醸造会社で会計士をしていたが、5年前に隆三に嘆願して秘書にして貰った。
多々良 勝五郎（たたら かつごろう）
京極堂の友人で自称妖怪研究家。「稀譚月報」に「失われた妖怪たち」と云う連載を持っており、妖怪の話で京極堂と互角に渡り合えるほど妖怪に詳しい。かつて殺人事件に巻き込まれた際に京極堂に助けてもらったらしい。中禅寺の仲介で茜に面会し、屋敷神の奉納先を探す彼女に石長姫の伝承が残る伊豆の下田富士を紹介する。多田克己がモデルとなっている人物。
南雲 正陽（なぐも せいよう）
風水を使う経営コンサルタント「太斗風水塾」の代表。経営方針などを風水で決めている。
昭和27年の春に羽田製鐵に採用されて以来、社長側近としてそれなりに事業拡大に貢献してきたが、経歴は凡て虚偽で本籍その他も架空のもの。昭和28年4月、唐突に伊豆韮山に本社移転を進言したことで怪しまれ、使途不明の多額の仮払いも発覚し、個人的事業に投入された可能性も疑われる。
東野 鉄男（ひがしの てつお）
「徐福研究会」の世話役。実際には研究所の運営も任されている。甲府在住の在野の研究家で、会誌の「徐福研究」の編集に携わる。財産を喰い潰して暮らしていたところ、代議士から紹介された羽田に雇われる。理学博士の資格を持ち、陸軍で兵器開発をしていたという触れ込みだったが、経歴は凡て虚偽で姓名も偽名。
研究会の財団法人化計画の発案者でもあり、伊豆韮山の山中に研究所を建てるよう進言する。これが南雲が移転を勧めた土地と同じだったことから不信感を抱かれ、経歴詐称が露見する。

## 用語
戸人村（へびとむら）
伊豆韮山の山中にかつて存在したとされるが、地図にも載っておらず近隣住民の記憶にも残っていない「消えた村」。戦時下の新聞によると村民全員が忽然と失踪し、大量殺人が発生したと噂される。
世帯数は僅か18戸、人口は精々50人程度の小さな集落。殆どが農家で、地主の佐伯家が村の中心にあり、その親戚筋の医者が1軒、馬喰が居て雑貨や郵便を扱う「三木屋」が1軒。小畠姓が5軒、久能姓が6軒、八瀬姓が3軒で、これらの家は元々佐伯家の使用人だったと云う。佐伯家では伊豆が伊豆と呼ばれる前から、村が存在していたと伝わっていて、「くんほう様」という「人の形をした死なない生き物」を守るのが佐伯家先祖代々の役目とされ、現存しないはずの『白澤図』も当主だけが見られる秘伝の古文書として所有していた。
人口が少な過ぎて古い地図には載っておらず、戦禍で戸籍も警察の資料も焼けていて、戦死や退官、警察法改正により警察関係者の記憶からも消えている。村は樹々の中に埋まるような状態で、田畑は自給自足がやっとの痩せた段々畑しかないので、航空写真には映らないらしい。
昭和13年6月30日、1箇村全員が失踪したと報道され、大量の血痕も見つかったために大量殺戮を噂されたのだが、日華事変の最中であったため、大きく報道されることはなかった。
成仙道（せいせんどう）
道教教団の中でも成立が一番古い太平道の流れを汲む、山梨の新興宗教。肉体と霊魂を同一のものと考え、無為無心こそが唯一無二の道で、宇宙の根本原理に即した行いを為すと称し、不老長寿を謳い文句にして、気の通る”道(タオ)”を求める。
画一的な信仰のスタイルを強要せず、神仏ではなく己の永遠の幸福とそれを得る方法自体を信じさせ、生活環境や体質の改善、服薬と健康法を優先し、処方料指導料として金品を吐き出させる、と云う狡猾な遣り方で信者を増やした。静岡でも数年前から水面下で布教活動を行い、潜在的な信者も含めると相当数を確保している。
みちの教え修身会（みちのおしえしゅうしんかい）
人生を前向きに生きるためと称し、講習や勉強会などを開く団体。宗教法人ではないとされるが、中小企業の経営者をカモにしていい加減な助言ばかりするインチキな一種の霊感商売と噂される。富士山に拘っているので静岡では有名。
講習は数段階に分かれており、中級以上は更に細かいコースに分かれる。最初は「自分を語る集い」で愚痴を云い合って憂さを晴らし、第2段階で抜本的な解決を欲する会員に向けて「自分を探る集い」で愚痴の原因を会員同士で探り合って対応策を考え、第3段階で導き役と云う指導員が入り「真実の幸福を見極める集い」で幸福とは何かを問うて相手の土台を揺るがし、そして樹海の中で瞑想合宿して考える力を剥奪する「誤った世界観を葬り去る合宿」で中級編を締め括る。自我を盗み取られて何も信じられなくなった会員は上級編へ進み、会長から欲求を許されて、それぞれの欲求に合わせて設定された人格強化講座を受けされられる。
韓流気道会（かんりゅうきどうかい）
新橋に道場を構える中国式古武術の一派。気の作用によって手を触れずに敵を倒すという噂がある。伝統流派の流れを汲むものではなく、出自由来の程は甚だ怪しい。中禅寺曰く「気功の恣意的な拡大解釈を喧伝している愉快な団体」。実態は右翼の政治結社であり、師範を除く幹部の大半が縄張りを失った元やくざ。
昭和27年夏頃から人々の口の端に上り始め、年が明けた頃からそこここで名前を耳にする程の評判になる。
条山房（じょうざんぼう）
三軒茶屋にある漢方薬局。悪いところを治す薬も売っているが、長寿、若返り、回春などの効果を謳った、健康な者でも欲しくなるような「今よりも良くする薬」も販売しており、庚申の夜に「長寿延命講」を開き生活習慣の改善指導を行っている。その際に販売される漢方薬の値段が法外で、苦情や被害届が出ていない訳ではないが、効く者には効くので客の7割は感謝しており、目立った違法行為もしていないため、警察も詐欺罪として立件出来ていない。
羽田製鐵會社
羽田桝太郎が明治36年に創業した民間の鉄鋼企業。本社は丹後半島にある。創業者の息子の伊兵衛が織作家に婿入りしており、創業にあたって織作紡織機からの援助を受けている。昭和25年のトラスト日本製鉄の解体分割と、翌26年の鉄鋼業設備合理化計画を契機に、平炉メーカーから高炉メーカーへと転身、今や飛ぶ鳥を落とす勢いで矢鱈と景気がいい。
羽田家は渡来人の秦一族の末裔であり、現在の本家は京都の太秦付近にあるが、発祥は徐福漂着の云い伝えが残る丹後半島先端の伊根とされており、徐福を祀った新井崎神社へ数年に一度、陣幕などを奉納している。これらの事や『義楚六帖』の内容から、現会長の隆三は羽田家は秦氏を名乗った徐福の末裔ではないかと考えている。
徐福研究会（じょふくけんきゅうかい）
羽田隆三が各地の研究家に働きかけて私財を投じて設立した民間の研究団体。発足は昭和23年。徐福所縁の地がそれぞれ徐福の漂着地として互いに敵視し、真実の姿が見えて来ないことを憂慮した隆三が東野と共に発足させ、日本各地に伝説の残る徐福に関する総合的な研究を行う。郷土史家や民俗学者など在野の学者を中心に凡そ50人が会員になっている。入会基準は会の活動を通じて特定の個人及び団体が利潤を得られる会の使い方が出来る立場があるかないか。
表向きの研究は文化事業であり、至って真面目に研究を行っていて、成果もそれなりに出ている。裏の目的として始皇帝が求めた仙薬についての研究も進めており、隆三は阿房宮に集めた3000人の美女を相手にするための回春剤と考えて薬草研究を行わせているが、こちらはあまり成果が出ていない。
研究会を運営する財団法人を作り、展示室を備えた研究所を兼ねる徐福資料館を建てる計画を進めている。
大斗風水塾（たいとふうすいじゅく）
風水を用いて経営指南を行うコンサルタント。本部は豊島区大塚にある。相場、社屋の立地や建て方、取引先の運勢などを占いで先読みするらしく、経営の合理化という頭はあり、成績も上げていて、そこそこ仕事は出来る、と風水に懐疑的な隆三も認めている。大企業の経営顧問もしているので社会的な信用はそれなりにあるが、小規模な事業者は足元を見て仕事を断ることもあるという。
川崎製鉄が最新式の千葉製鉄所を造ったことに焦った羽田製鐵の現社長によって雇われている。